# 숲속의 방 (영화)
"숲속의 방"은 대한민국의 영화이다.
강석경의 소설 "숲속의 방"(1985년)을 출간 7년 후인 1992년에 영화화한 것이다. 주된 내용은 1980년대를 배경으로 학생 운동의 선두에 끼지 못한 한 대학생 '소양'이 겪는 방황의 행로를 추적한 것이다.
부유한 집안에서 성장한 소양은 안주를 강요하는 '부모'와 기득권과의 투쟁을 권하는 '친구' 사이에서 번민하다가 스스로 세상을 떠난다. 이에 대해 작가 강석경은 '그 죽음은 내 청춘의 분신을 장사지내는 의식'이라고 설명했다.
이 영화는 1989년에 영화화될 예정이었으나 3년 후인 1992년 1월에 개봉하였는데, 이 영화를 연출한 영화감독 오병철은 "5년 전부터 준비를 했지만 영화가 미처 완성되기도 전에 개봉관이 정해지는 등 현장의 어려움을 실감했다"라고 말했다.
최진실은 부조리한 현실을 성찰하는 지식인 역할을 소화하기 위해 대학 시절 학생운동가였던 5살 연상 막내 이모 정현숙의 도움을 받았다. 이러한 캐릭터 연구 모습은 MBC "인간시대 - 최진실의 진실"(1991년)에 잘 담겨 있다. "숲속의 방"을 선택한 최진실은 이미 "남부군"(1990년), "꼭지딴"(1990년)에서 시대를 성찰하는 역할을 한 바가 있었다.
이 영화를 통해 최진실은 배우로서 캐릭터 외연을 확장할 수 있었고 소양의 언니 '미양' 역을 맡은 배우 김성령도 주목을 받았다. 감독 오병철도 데뷔작이었던 이 영화가 흥행을 하지는 못하였지만 연출가로서의 능력을 인정받아 3년 후 "무소의 뿔처럼 혼자서 가라"를 연출할 기회를 얻었다.

## 출연 배우
- 최진실 : 소양
- 김성령 : 미양
- 김수안 : 희중
- 김명수 : 재영
- 유선애 : 경옥